# ケプラー89
ケプラー89とは、地球から見てはくちょう座の方向に約2,000光年離れた位置にある恒星である。

## 物理的性質
| 太陽 | ケプラー89 |
| ---- | ---------- |
| 太陽 | Exoplanet  |

ケプラー89は、太陽よりやや大きな恒星で、太陽と比べて1.656倍の直径と、1.25倍の質量を持つ。質量より直径の増加率が高いため、平均密度や表面重力は太陽より低い値を持つ。表面温度は5,893℃（6,116K）と、太陽よりわずかに温度が高い。金属量は太陽とほとんど差がない。年齢は37億年から42億年と推定されており、太陽よりやや若い。
ケプラー89の自転軸の傾きは-6度である。自転周期は分光観測によれば11.1日、ロシター・マクローリン効果による推定では10.2日である。
ケプラー89の視等級は12.4等級である。距離から、絶対等級は3.46等級と考えられる。

## 惑星系
ケプラー89は、2012年現在で4個の太陽系外惑星を持つ。その全てがケプラー宇宙望遠鏡によって発見されている。惑星は、公転軌道が内側のものから順にケプラー89b、ケプラー89c、ケプラー89d、ケプラー89e と名づけられている。
大きさから木星の83％の大きさを持つdは巨大ガス惑星、それぞれ木星の31％と49％（地球の3.5倍と5.5倍）の大きさを持つcとeは海王星サイズのガス惑星、地球の1.45倍の大きさしか持たないbは地球のような岩石惑星であるとされている。
| 名称 （恒星に近い順） | 質量          | 軌道長半径 （天文単位） | 公転周期 (日) | 軌道離心率 | 軌道傾斜角 | 半径    |
| --------------------- | ------------- | ----------------------- | ------------- | ---------- | ---------- | ------- |
| b                     | <10.5 M⊕      | 0.05                    | 3.473245(31)  | —          | 89.3°      | 0.13 RJ |
| c                     | 7.3-11.8 M⊕   | 0.099                   | 10.423707(26) | <0.1       | 88.36°     | 0.31 RJ |
| d                     | 0.33±0.034 MJ | 0.165                   | 22.343000(11) | <0.1       | 89.871°    | 0.83 RJ |
| e                     | 11.9-15.5 M⊕  | 0.298                   | 54.31993(12)  | <0.1       | 89.76°     | 0.49 RJ |

## 惑星同士の食

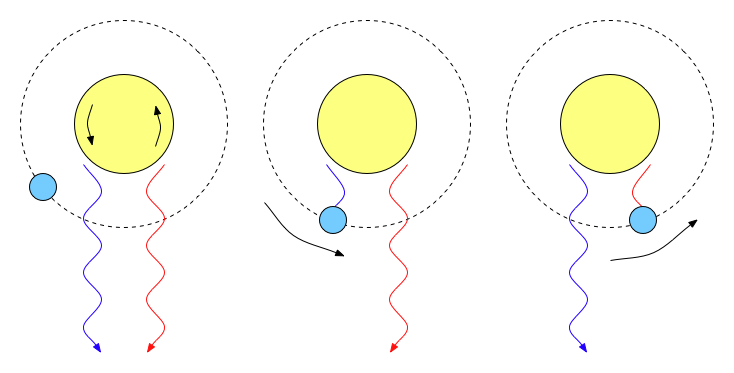
ロシター・マクローリン効果の解説図。

ケプラー89にある惑星は、発見された手法の性質上、全ての惑星が地球から見てケプラー89の手前を日面通過する。この惑星系は公転周期が短く、時々複数の惑星が同時に日面通過を起こす。そして、2010年1月15日に発生した、ケプラー89dとケプラー89eの同時日面通過の際、0時20分から26分（UTC）にかけての6分間、木星の0.92倍の直径を持つdの一部を木星の0.54倍の直径を持つeが隠す惑星同士の食が観測された。太陽系外惑星において惑星同士の食が観測されたのは初めての事である。この食は、惑星面の一部が重なることで見かけの面積が減ることによって、恒星の明るさの減少が一時的に増大に転じることから発見された。
この惑星同士の食は、食が起こったタイミングと継続時間から、dとeの公転軌道は直交や逆行をせず、軌道差-1.55度という良く揃った軌道を、互いに同じ方向に順行することがわかった。また、ロシター・マクローリン効果の測定によって、dとeの軌道とケプラー89の自転軸が互いに直交し、ケプラー89の自転の方向と惑星の公転が順行していることも判明した。惑星の公転面がほぼ揃っており、恒星の自転軸が公転面と直交し、なおかつ自転方向が順行である関係は太陽系を見れば当たり前のように感じるが、ケプラー89系は、木星サイズの巨大な惑星が、かつて公転していたより遠い軌道から、現在の近い軌道にまで落ち込んで移動したと考えられているため、このような関係になるとは考えられていなかった。実際、単独の惑星が公転する恒星では、惑星の公転軌道が恒星の自転軸と直交していないものが複数発見されている。しかし、ケプラー89系は複数の惑星があるにも関わらずほぼ揃った公転軌道を有している事から、複数の惑星が存在する惑星系の進化論に影響を与える。
なお、このような惑星同士の食は珍しい現象であり、次回は2026年4月1日に発生すると考えられている。